# Genista hirsuta
Genista hirsuta är en ärtväxtart som beskrevs av M.Vahl. Genista hirsuta ingår i släktet ginster, och familjen ärtväxter.
Blomman är gul.

## Underarter
Arten delas in i följande underarter:
- G. h. erioclada
- G. h. hirsuta

## Bildgalleri

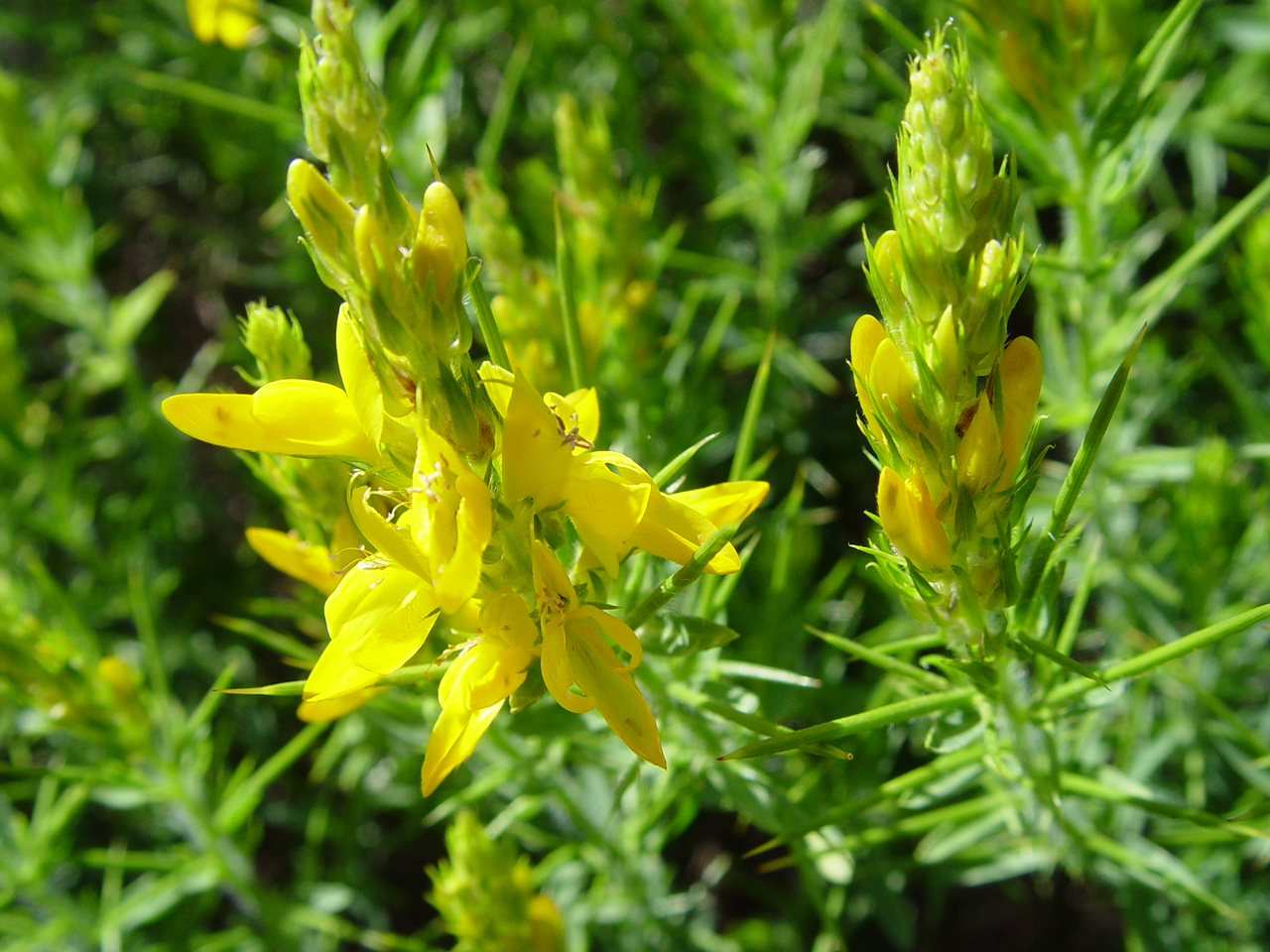
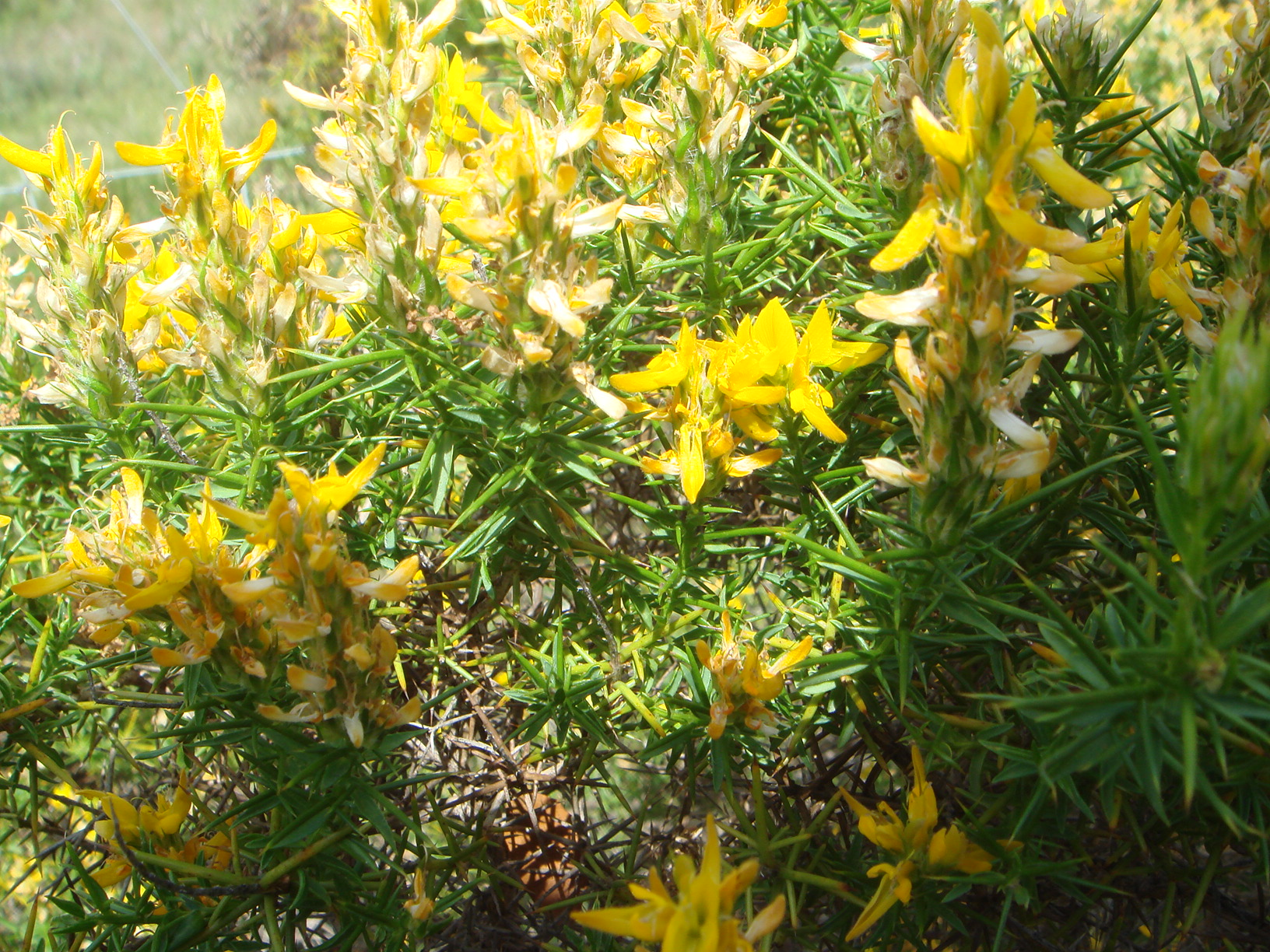
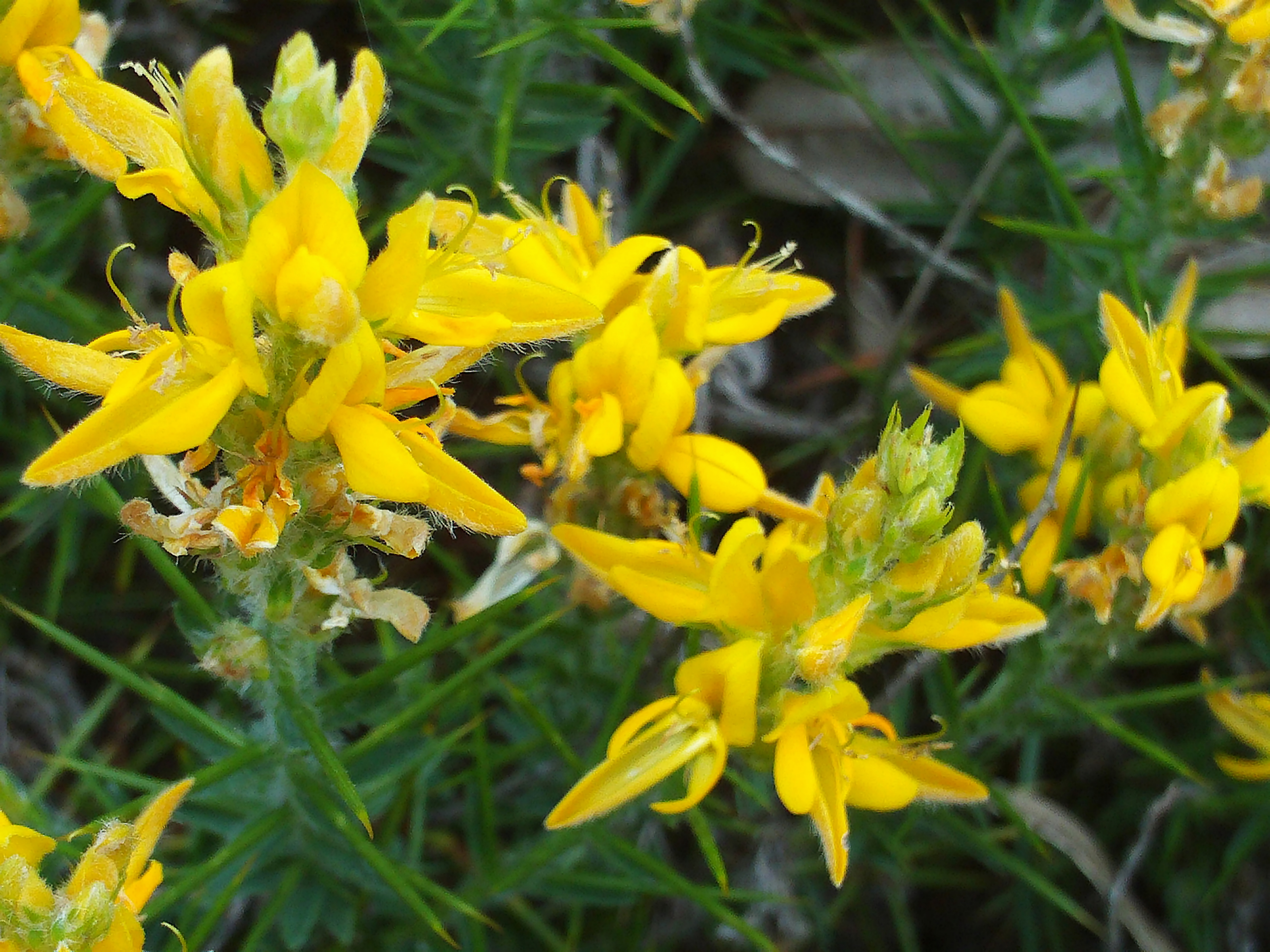
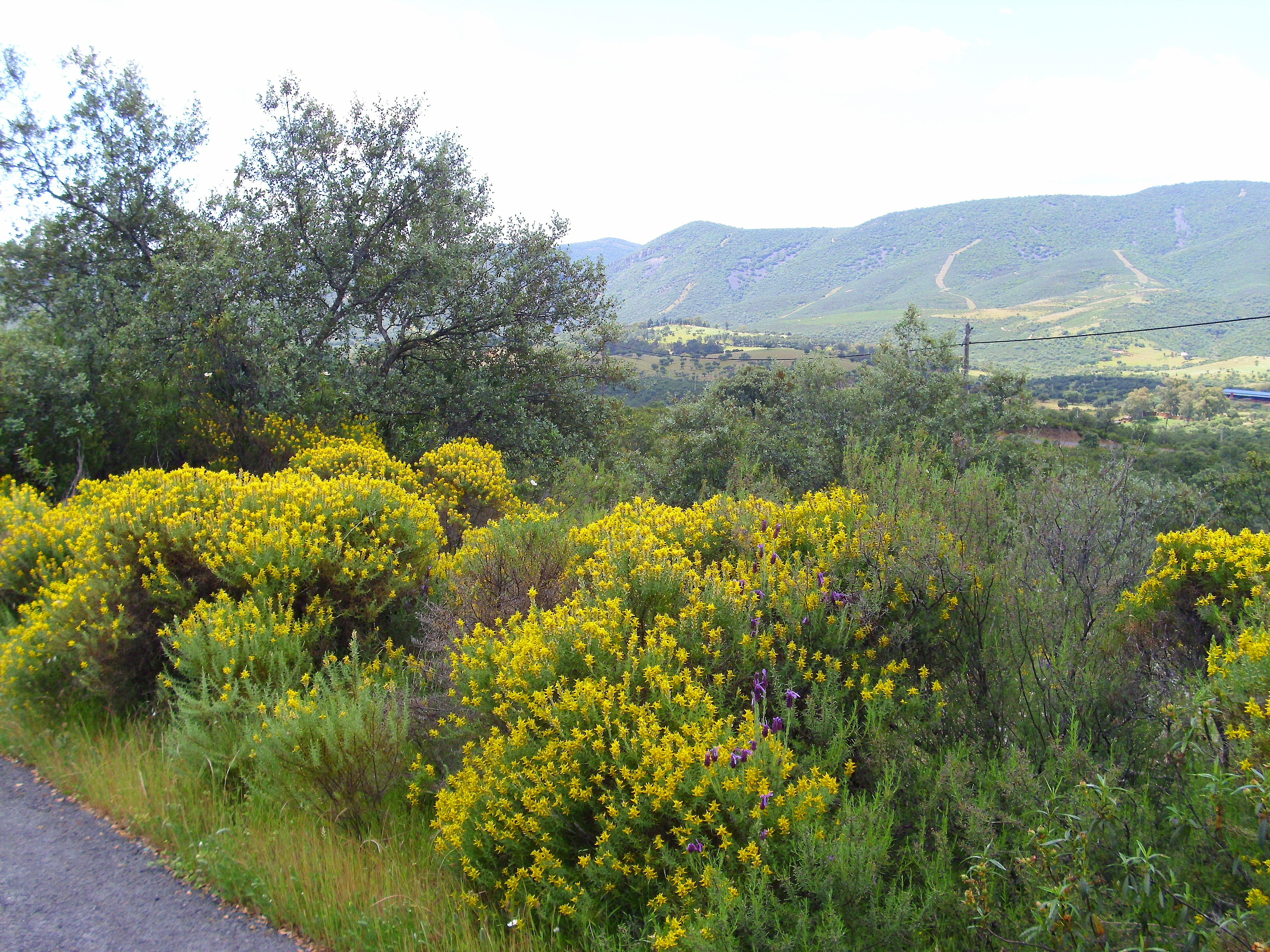
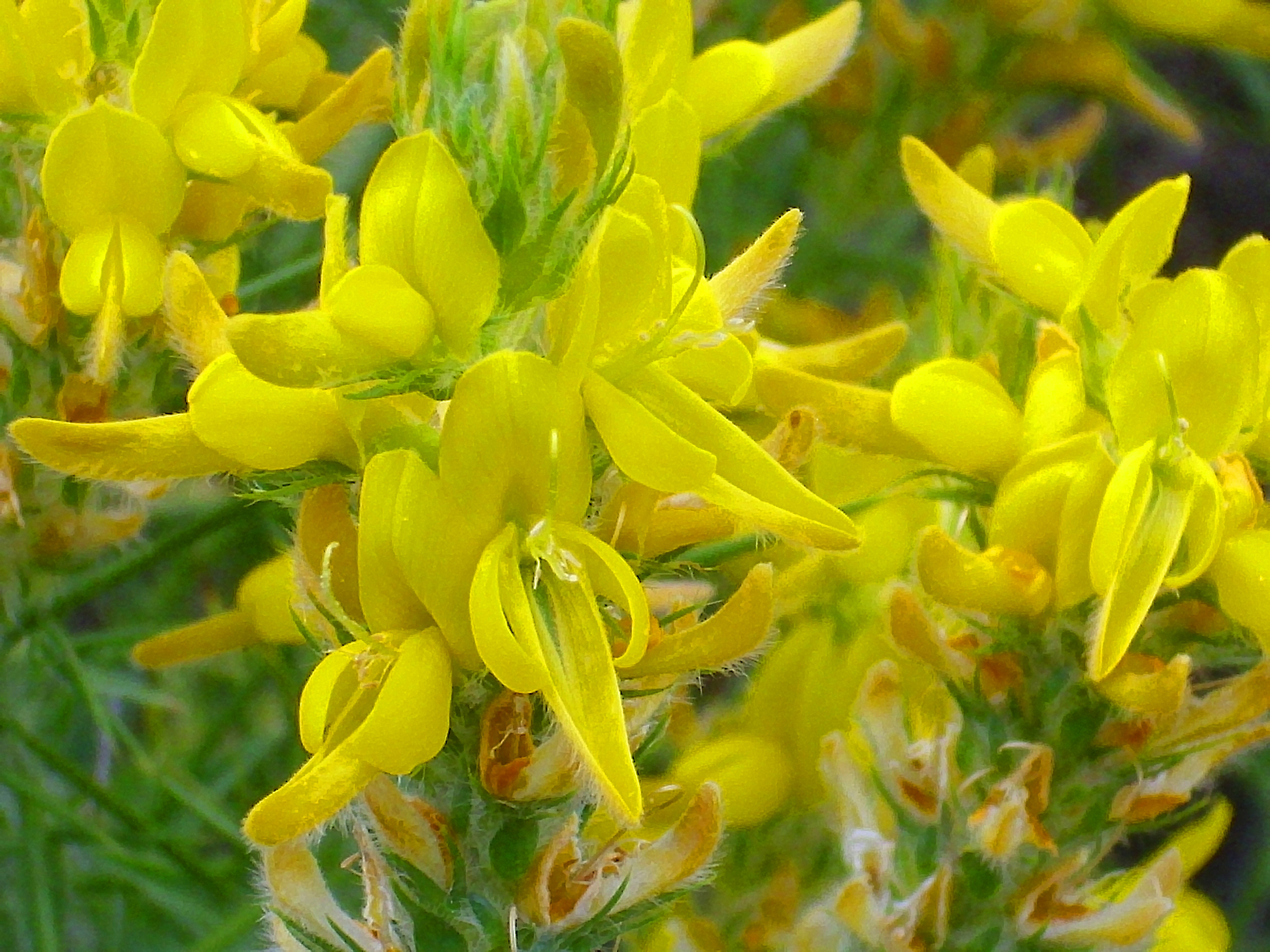